# عنزة (قرية)

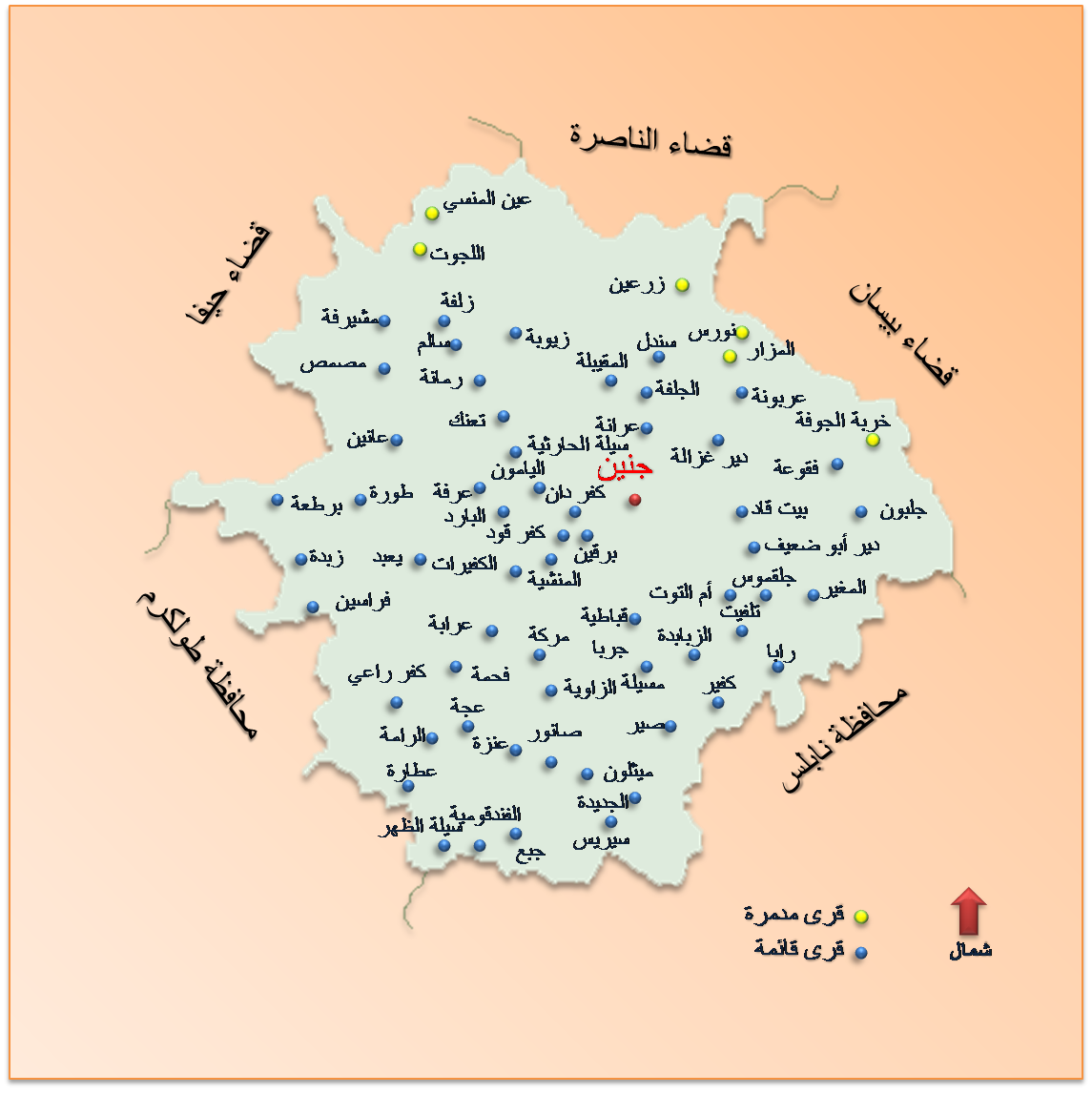
خارطة محافظة جنين وقراها وتظهر فيها بلدة عنزة

عنزة قرية فلسطينية تقع على مسافة 18كم جنوب غربي مدينة جنين شمال الضفة الغربية. تبلغ مساحتها الإجمالية 4,740 دونم وربع أراضيها مغطاة ببساتين الزيتون. وبحسب الجهاز المركزي للإحصاء الفلسطيني، بلغ عدد سكان البلدة 2,006 نسمة في منتصف عام 2006.

## التاريخ
تم العثور هنا على شقف فخار من العصور البيزنطية مسلم والعصور الوسطى.

### الدولة العثمانية
في عام 1830، عندما حاصرت قوات بشير الثاني الشهابي أحد أمراء لبنان صانور، تعرضوا لقتال من قبل أهالي عنزة.
في عام 1838، صنفت عنزة جزءا من الشعراوية الشرقية.
في عام 1870، زارها فيكتور غيران فوجد أن القرية «تقع على تل ولا يزيد عدد سكانها اليوم عن مائة نسمة. يحيط بها حزام من أشجار الزيتون».
في عام 1882، وصفها المسح الذي أجرته مؤسسة صندوق استكشاف فلسطين بأنها: «قرية ذات مظهر قديم على تلة تطفو فوق سهل، وتنحدر المنازل من المنحدر إلى الجنوب الشرقي. لها بئرين أسفل التل وبستان زيتون جيد بالقرب من الطريق في الجنوب. البيوت من الحجر.»

### الانتداب البريطاني
في التعداد السكاني لفلسطين عام 1922، الذي أجرته سلطات الانتداب البريطاني، كان عدد سكان القرية 537 مسلمًا، زاد عدد سكان القرية بشكل طفيف في تعداد عام 1931 إلى 642 مسلمًا، مع 137 منزلاً.
في تعداد فلسطين 1945، كان عدد السكان 880 مسلمًا، بإجمالي 4,740 دونمًا من الأرض، وفقًا لمسح رسمي للأراضي والسكان. من هذا، تم استخدام 958 دونمًا للزراعة والأراضي الصالحة للري، و 2,110 دونمًا للحبوب، بينما تم استخدام 16 دونمًا منطقة عمرانية.

### الإدارة الأردنية
في أعقاب الحرب العربية الإسرائيلية عام 1948، وبعد اتفاقيات الهدنة لعام 1949، أصبحت عنزة تحت الحكم الأردني.
في عام 1961، كان عدد سكان قرية عنزة 1011.

### الاحتلال الإسرائيلي
منذ حرب 1967 عام 1967، ظلت عنزة تحت الاحتلال الإسرائيلي. وفقًا للإحصاء الإسرائيلي في ذلك العام، بلغ عدد سكان عنزة 807 نسمة، منهم 13 مسجّلون بصفة لاجئين من المناطق التي احتلتها العصابات اليهودية عام 1948.